# 聖教入川記
《聖教入川記》是巴黎外方傳教會的法國天主教傳教士古洛東（François-Marie-Joseph Gourdon）以中文所編撰的歷史書籍，於1918年在川東教區主教舒福隆批准下由重慶曾家巖聖家書局出版。

## 主題
《聖教入川記》很有可能是基於葡萄牙傳教士安文思以葡文撰寫的《中國賊寇張獻忠川蜀暴政錄》，記錄了自1640年代以來羅馬天主教會在四川的傳教史，以及天主教士目擊張獻忠據蜀稱王的整體活動。

## 版本
該書初版由重慶曾家巖聖家書局於1918年印行，共76頁，僅發行二千餘冊，主要流傳於川東教區教徒之間。四川人民出版社1981年推出的再版於書末附加「五馬先生紀年」，擴展為139頁。再版目的是滿足科研需要及保存史料，所以發行量也僅僅局限於三千二百冊。

## 編撰者

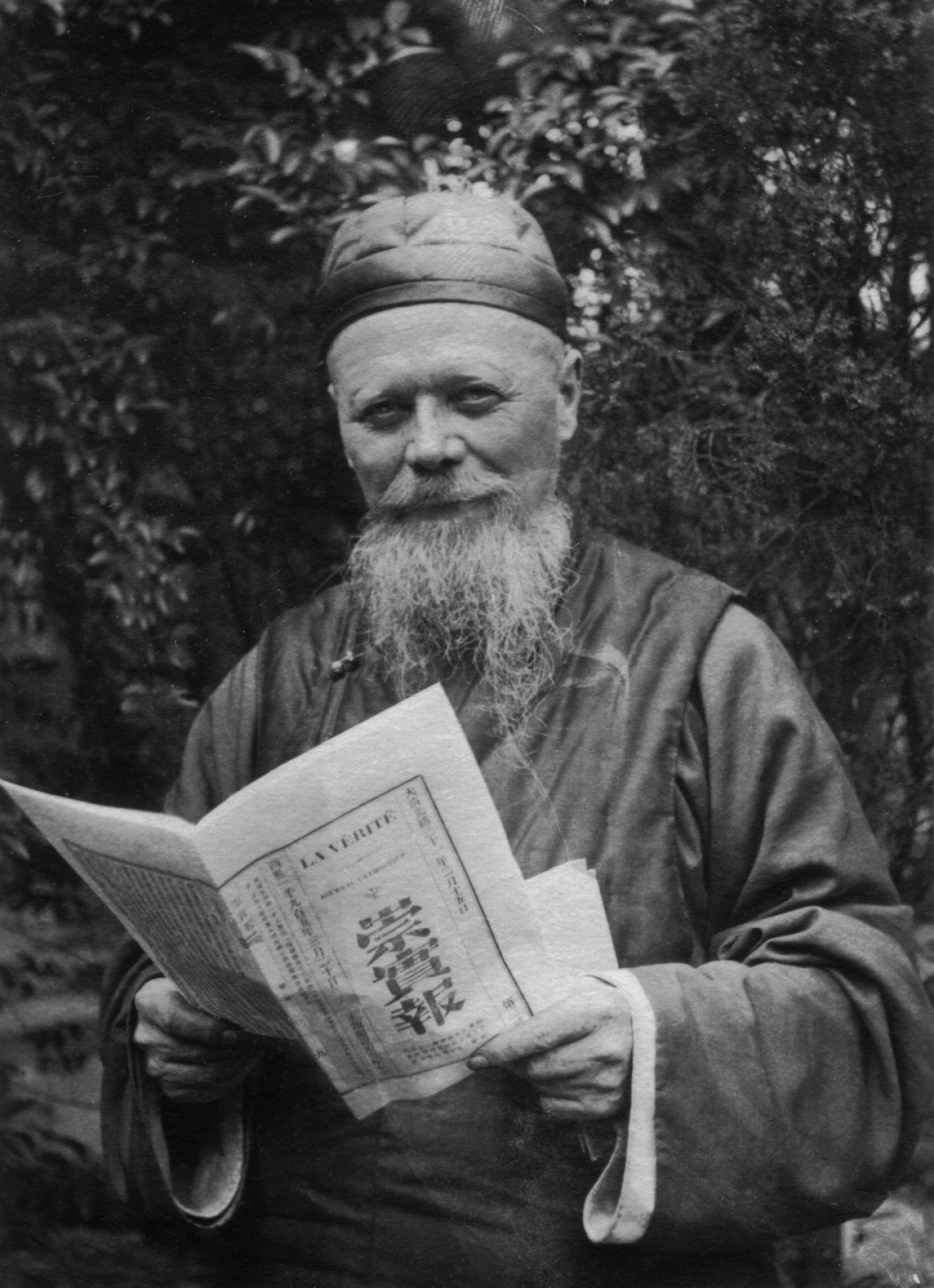
古洛東手持《崇實報》

《聖教入川記》的編撰者古洛東（François-Marie-Joseph Gourdon）出生於1842年，1866年由巴黎外方傳教會派遣至四川東境代牧區（又稱川東教區），後於1927年去世於重慶。在此期間，他於川東教區設立了大、中、小修道院（這裡是指神學院），並擔任大修院院長；創辦公義書院（後改稱聖家書局），印刷拉丁文文範和中文聖書。1904年與法國傳教士雷龍山（Henri Louis）合作創辦川東教區區刊《崇實報》（La Vérité）:1。此外，他還著有面向川東教會學生的拉丁文法書《拉丁文字》（Grammatica latina accomodata ad usum alumnorum missionis Se-tchouan orientalis），1894年出版；拉丁文書籍《四川眞福殉教錄》（Beati Martyres provinciæ Se-tchouan in Sinis 1815–1823）和《拉丁教父文範》（Acta RR.DD. V.A. Missionis Se-tchouan Collecta），1901年出版。

## 反響
網易上的一篇報導寫道：「《聖教入川記》一書為研究張獻忠和大西政權提供了寶貴的第一手史料。」四川作家鄭光路認為該書是張獻忠屠蜀的鐵證之一，並非是「封建統治階級為了『汙衊』農民起義者而栽贓在張獻忠頭上」。

## 聖教入安岳記
除《聖教入川記》以外，重慶曾家巖聖家書局還於1924年出版了《聖教入安岳記》。該書由四川省安岳縣天主教人士所撰寫，經川東教區副主教納慈軒（Urbain Claval）批准後印行，講述清朝道光以前，天主教傳入並紮根於安岳縣的歷史。